# Lorenz Fries

Wappen von Lorenz Fries

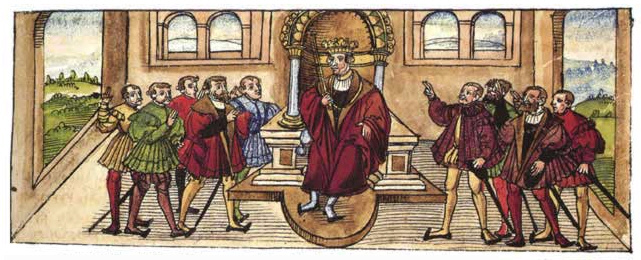
Heinrich (VII.) lässt sich in Würzburg als König huldigen (Illustration aus der Echter-Chronik)

Lorenz Fries, latinisiert Laurentius Frisius (* 24. Juni 1489 oder 1491 in Mergentheim; † 5. Dezember 1550 in Würzburg), war Würzburger fürstbischöflicher Sekretär, Rat und Archivar. Er gilt als der bedeutendste fränkische Geschichtsschreiber des 16. Jahrhunderts. Seine Hauptwerke aus heutiger Sicht sind Die Würzburger Bischofs-Chronik von 1546 und Die Geschichte des Bauernkriegs in Ostfranken.

## Leben
Lorenz Fries wuchs in einfachen bürgerlichen Verhältnissen auf, besuchte in Mergentheim die Lateinschule und studierte in Leipzig, Wien und Wittenberg. Nachdem er in Leipzig den akademischen Grad eines Magisters erworben hatte, begann er zunächst, als Sekretär in der Kanzlei des Würzburger Hochstifts zu arbeiten.
Vom Sekretär des Fürstbischofs stieg er in die Position eines fürstbischöflichen Rates auf und wurde Kanzleivorstand dreier Würzburger Fürstbischöfe: Konrad II. von Thüngen (der den Bauernaufstand von 1525 blutig niederschlug und vergolt), Konrad III. von Bibra und Melchior Zobel von Giebelstadt. In diesen Funktionen vertrat er die Würzburger Belange auch als Diplomat am Kaiserhof Karls V., auf Reichstagen und auf diversen diplomatischen Missionen. So führte er wegen des Würzburger Anteils an der Türkensteuer Verhandlungen in Prag und Wien.
Als Kanzleivorstand war er für die fürstbischöflichen Archivbestände zuständig. Er verstand es, seine Aufgaben als Diplomat und Archivar mit der ihm persönlich am Herzen liegenden Arbeit als Historiker und Chronist seiner Zeit zu verknüpfen. Als Geschichtsschreiber schuf er daher Werke von hohem literarischem Anspruch, die aber in deutscher Sprache verfasst waren.
1524 hatte Fries den Würzburger Löwenhof in der heutigen Dominikanergasse (im Mittelalter Büttnersgasse, wo auch der Leinacher Hof („Hof Linach“), genannt zum Küttenbaum, gelegen war), erworben, wo im 14. Jahrhundert der Protonotar Michael Jude, der auch Michael vom Löwen genannte Verfasser des Hausbuch des Michael de Leone lebte.
Seine Hauptwerke Die Geschichte des Bauernkriegs in Ostfranken und die den Zeitraum von den Anfängen des Christentums in Franken bis 1495 umfassende Chronik der Würzburger Fürstbischöfe, die der wissenschaftlichen historischen Forschung als wertvolle erzählende Quelle vor allem zur Geschichte Frankens und des Hochstifts und Bistums Würzburg dienen, wurden zu seinen Lebzeiten nicht veröffentlicht.
Die Würzburger Bischofs-Chronik war auf Anordnung des Fürstbischofs Konrad von Bibra nur in drei Exemplaren hergestellt worden.
Eine der für den Fürstbischof angefertigten Handschriften verbrannte 1572 mit der Hofbibliothek beim Brand der Festung Marienberg. Die einzig erhaltene, mit 176 Miniaturen von dem Würzburger Maler Martin Seger (um 1510/1515–1580) illustrierte Originalhandschrift der Bischofschronik, 1546 fertiggestellt, wurde 1835 vom unterfränkischen „Historischen Verein“ erworben und wird seit der Zeit des Nationalsozialismus vom Stadtarchiv Würzburg (Ratsbuch 412) verwahrt. Eine von Julius Echter von Mespelbrunn im Februar 1574 in Auftrag gegebene und als Prachthandschrift bis 1584 angefertigte Abschrift mit 171 meist kolorierten Federzeichnungen sowie 181 Wappen befindet sich, nachdem sie seit 1982 im Staatsarchiv Würzburg aufbewahrt und 1987 für die Julius-Maximilians-Universität Würzburg käuflich erworben wurde, in der Würzburger Universitätsbibliothek und wird als Echter-Exemplar der Fries-Chronik oder Echter-Chronik bezeichnet. Die Illustrationen dieses als Ersatz für das von Martin Seger illuminierte Bischofs-Exemplar stammen zum Teil aus der Werkstatt Segers und zum Teil von dem Nürnberger Maler Georg Mack d. Ä., der statt der kolorierten Federzeichnungen der verbrannten Ausgabe kleine Bilder mit Deckfarben schuf. Allgemein zugängliche Publikationen erschienen im Buchhandel erst im 18. Jahrhundert. Die Würzburger Bischofschronik liegt seit 2005 vollständig in einer modernen wissenschaftlichen Edition vor. Nach wie vor einer Veröffentlichung harrt sein wichtiges Handbuch für die fürstbischöfliche Verwaltung, die sog. „Hohe Registratur“.
Fries war zweimal verheiratet, seit ca. 1540 mit Juliane, der Tochter des Würzburger Bürgermeisters Georg Ganzhorn. Dies ist ein Hinweis darauf, dass es Fries gelungen war, in der Würzburger Oberschicht Fuß zu fassen. Die Ehen blieben kinderlos.

## Schriften
- Geschichte, Namen, Geschlecht, Leben, Thaten und Absterben der Bischöfe von Würzburg und Herzoge von Franken, auch was während der Regierung jedes Einzelnen derselben Merkwürdiges sich ereignet. 1546; Nachdruck Würzburg 1848 bei: Münchener Digitalisierungszentrum. Bearbeitung nach Ignaz Gropp: Verlag Bonitas-Bauer, Würzburg 1924.